# ضيفة خاتون
ضيفة خاتون (581 - 640 ه‍ـ / 1185 - 1242 م)  أميرة سورية في حلب بنت الملك العادل أبي بكر بن أيوب الكوردي صاحب حلب: وهي أميرة عاقلة حازمة. أصبحت صاحبة التصرف في حلب وسلطانه بالوكالة بعد وفاة ابنها الملك العزيز وولاية حفيدها الناصر (وهو طفل) وتصرفت تصرف السلاطين في حكم حلب دامت نحو ست سنين.
مولد السلطانة ضيفة خاتون في حلب بالقلعة ووفاتها كذلك بقلعة حلب الشهيرة.